# Milan Šulc
Milan Šulc (13. května 1934, Mnichovo Hradiště – 10. července 2004, Ostrava) byl český divadelní i filmový herec.
Začínal v patnácti letech v Severočeském divadle Liberec na vedlejší scéně v Novém Boru, poté v Městském oblastním divadle ve Varnsdorfu, dále hrál v Západočeském divadle v Klatovech a Beskydském divadle v Novém Jičíně. V letech 1963–1990 působil v Divadle Petra Bezruče v Ostravě, poté do roku 2000 v Národním divadle moravskoslezském, hostoval i v pražském Divadle Na Fidlovačce. V různých epizodních rolích hrál ve filmu i v televizi.

## Herecké role

### Divadlo (výběr)
- Divadlo Petra Bezruče:[2]
  - Strakonický dudák aneb Hody divých žen
  - Ostře sledované vlaky
  - Lakomec
  - Tracyho tygr – Profesor Pingitzer

- Divadlo Na Fidlovačce:
  - Šumař na střeše
  - Dvojité salto
  - Poprask na laguně
  - Carmen (muzikál) – Cikán Gaňo[3]

### Film
- 1963 Konkurs – role neznámá
- 1967 Sedm havranů – lékař
- 1971 Panter čeká v 17.30 – ?
- 1976 Parta hic – Kopřiva
- 1976 Terezu bych kvůli žádné holce neopustil – ošetřovatel (?)
- 1977 Stíny horkého léta – obchodník
- 1988 Iba deň (slovenský povídkový film) – Bučko
- 1996 Konto separato – Kabeláč
- 2004 Jak básníci neztrácejí naději – doktor Purkrábek

### Televize
- 1971 Dispečer (televizní seriál) – lékař
- 1977 Měsíční údolí (televizní film) - chatař
- 1979 Ohrožené město (televizní hra) – lékař
- 1979 Tybys (televizní seriál), 1.–6. díl – tajemník Národního výboru H. Meduna
- 1980 Přátelé Zeleného údolí (televizní seriál) – hospodský
- 1980 Postel s nebesy (televizní seriál) – role neurčena
- 1980 Bez ženské a bez tabáku (televizní seriál) – kočí
- 1981 Muzikanti (televizní minisérie), 4. díl Guarnerky – bubeník
- 1982 Poslední adresa neznámá (televizní film)
- 1983 Čepice (televizní film) - Bakaláři, role Venca
- 1984 O loupežnické Dorce (televizní inscenace) – kapelník
- 1986 Principálka (televizní film) – lékárník
- 1986 Kterak Honza ze zámku utekl (televizní hra) – rádce
- 1986 Velké sedlo (televizní seriál) – inspektor Vorlíček
- 1986 Sny kominíka Sazivce (televizní inscenace) – hlas strýce Maxmiliána Sazivce z Mořetánie (mluví)
- 1988 Advokát ex offo (televizní minisérie) – role neurčena
- 1988 Dědek (televizní film)
- 1989 Fidlovačka aneb Žádný hněv a žádná rvačka (televizní inscenace) – žid Živeles
- 1991 Věčný tulák (televizní inscenace) – role neurčena
- 1991 Mládí na prodej (televizní film)
- 1995 Zlatník Ondra (televizní film) – poutník
- 1997 Hříšní lidé města brněnského (televizní seriál) – antikvář Samek
- 1997 Arrowsmith (televizní seriál)
- 1998 Cestující bez zavazadel (televizní inscenace) – role neurčena
- 2003 Četnické humoresky (televizní seriál), 2. řada, díl 20 Táta – profesor Vetchý